# Havrebjerg
Havrebjerg é uma pequena cidade localizada no município de Slagelse na Dinamarca, onde nasceu o químico Søren Peder Lauritz Sørensen.